# Лерой (Канзас)
Лерой (англ. LeRoy) — місто (англ. city) в США, в окрузі Коффі штату Канзас. Населення — 451 особа (2020).

## Географія
Лерой розташований за координатами 38°5′9″ пн. ш. 95°37′59″ зх. д. / 38.08583° пн. ш. 95.63306° зх. д. (38.085957, -95.632970).  За даними Бюро перепису населення США в 2010 році місто мало площу 2,14 км², з яких 2,13 км² — суходіл та 0,01 км² — водойми.

## Демографія
Згідно з переписом 2010 року, у місті мешкала 561 особа в 230 домогосподарствах у складі 156 родин. Густота населення становила 262 особи/км².  Було 269 помешкань (126/км²).
Расовий склад населення:
| - 97,9 % — білих - 0,2 % — корінних американців - 0,2 % — азіатів |

До двох чи більше рас належало 1,8 %. Частка іспаномовних становила 1,6 % від усіх жителів.
За віковим діапазоном населення розподілялося таким чином: 26,2 % — особи молодші 18 років, 57,9 % — особи у віці 18—64 років, 15,9 % — особи у віці 65 років та старші. Медіана віку мешканця становила 40,9 року. На 100 осіб жіночої статі у місті припадало 101,8 чоловіків;  на 100 жінок у віці від 18 років та старших — 97,1 чоловіків також старших 18 років.
Середній дохід на одне домашнє господарство  становив 53 148 доларів США (медіана — 50 000), а середній дохід на одну сім'ю — 61 508 доларів (медіана — 57 000). Медіана доходів становила 47 321 долар для чоловіків та 26 875 доларів для жінок. За межею бідності перебувало 14,1 % осіб, у тому числі 29,1 % дітей у віці до 18 років та 10,3 % осіб у віці 65 років та старших.
Цивільне працевлаштоване населення становило 297 осіб. Основні галузі зайнятості: транспорт — 18,2 %, освіта, охорона здоров'я та соціальна допомога — 11,1 %, сільське господарство, лісництво, риболовля — 10,4 %.